# 平尾邦雄
平尾 邦雄（ひらお くにお、1922年1月21日 - 2009年2月13日）は日本の物理学者、東京大学名誉教授。専門は太陽系プラズマ物理学。

## 経歴
1944年9月に東京帝国大学理学部地球物理学科を卒業後、約1年の海軍技術将校を経て、理学部助手として東京大学に在職。1950年2月に郵政省電波研究所に転任し、同研究所電離気体研究室長を経て、1965年9月に東京大学に戻り宇宙航空研究所教授に着任した。1981年4月に同研究所が宇宙科学研究所に改編されるのに伴い、宇宙科学研究所教授となり、その後は同研究所惑星研究系研究主幹などを併任した。1985年3月に停年退官。
当初は電波気象学を専門としていたが、1957年 - 1958年の国際地球観測年（IGY）を契機に始まった日本のロケット実験を用いて、電離圏プラズマの研究を始めた。また1985年から翌年にかけてハレー彗星探査計画（さきがけ、すいせい）のリーダーとして活躍した。
日本地球電気磁気学会の会長、評議員を歴任し、国際宇宙空間研究委員会の理事としても活躍した。
2009年2月13日午後10時15分、肺炎のため埼玉県上尾市の病院で死去、享年87。

## 受章
- 紫綬褒章（1990年）
- 勲三等旭日中綬章（1995年）[1]